# Моравец, Ондржей
О́ндржей Мо́равец (чеш. Ondřej Moravec; род. 9 июня 1984, Усти-над-Орлици, Восточночешский край) — чешский биатлонист, чемпион мира 2015 года в смешанной эстафете, трёхкратный призёр Олимпийских игр в Сочи, многократный призёр этапов Кубка мира.
Завершил карьеру 14 марта 2021 года.

## Спортивная карьера
В 2001 году дебютировал на юниорском чемпионате мира. Всего на 5 юниорских чемпионатах мира завоевал 8 медалей (3 серебряные и 5 бронзовых). Также участвовал на 3 юниорских чемпионатах Европы, завоевав 6 медалей (5 золотых и 1 серебряную). В сезоне 2002/03 дебютировал в Кубке мира. В сезоне 2004—2005 впервые в карьере набрал кубковые очки, заняв 29-е место в спринте. В дальнейшем выступал крайне нестабильно, во многом из-за плохой стрельбы. Наивысшим достижением Моравца стало 1-е место в масс-старте на этапе Кубка мира в Хольменколлене в 2013 году.
Самым успешным периодом в карьере Моравца стала пятилетка с 2013 по 2017 год. За этот период он завоевал 8 медалей на чемпионатах мира и Олимпийских играх (золотую, 4 серебряные и 3 бронзовые).
Среди других достижений спортсмена можно отметить его результаты в летнем биатлоне: он завоевал 2 серебра, в эстафете и спринте, а также бронзу в гонке преследования на чемпионате мира по летнему биатлону 2006 года в Уфе, стал двукратным чемпионом мира по летнему биатлону 2014 года в Тюмени. На чемпионате мира по летнему биатлону 2018 года в Нове-Место-на-Мораве завоевал золото в гонке преследования и 2 серебра — в эстафете и спринте.

## Личная жизнь
В 2013 году Моравец женился на своей давней подруге Веронике. В 2016 году у них родилась дочь Розалия, а в 2018 году сын Ондржей. Проживает вместе с семьей в городе Летоград.

## Кубки мира
- 2004/2005 — 83-е место (9 очков)
- 2005/2006 — 51-е место (59 очков)
- 2006/2007 — 55-е место (42 очка)
- 2007/2008 — 45-е место (81 очко)
- 2008/2009 — 99-е место (9 очков)
- 2009/2010 — 66-е место (69 очков)
- 2010/2011 — 51-е место (117 очков)
- 2011/2012 — 28-е место (300 очков)
- 2012/2013 — 12-е место (603 очка)
- 2013/2014 — 15-е место (465 очков)
- 2014/2015 — 6-е место (655 очков)
- 2015/2016 — 25-е место (373 очка)
- 2016/2017 — 12-е место (594 очка)
- 2017/2018 — 27-е место (294 очка)

### Статистика выступлений в Кубке мира 2012—2013
| |               |           |           |           |           |            |            |            |         |         |         |         |         |         |            |            |            |          |          |          |               |               |               |               |               |               |               |               |               |      |      |      |                |                |                |
| \| 2012/13 Итоги \| 2012/13 Итоги \| Эстерсунд \| Эстерсунд \| Эстерсунд \| Эстерсунд \| Хохфильцен \| Хохфильцен \| Хохфильцен \| Поклюка \| Поклюка \| Поклюка \| Оберхоф \| Оберхоф \| Оберхоф \| Рупольдинг \| Рупольдинг \| Рупольдинг \| Антхольц \| Антхольц \| Антхольц \| ЧМ Нове-Место \| ЧМ Нове-Место \| ЧМ Нове-Место \| ЧМ Нове-Место \| ЧМ Нове-Место \| ЧМ Нове-Место \| Хольменколлен \| Хольменколлен \| Хольменколлен \| Сочи \| Сочи \| Сочи \| Ханты-Мансийск \| Ханты-Мансийск \| Ханты-Мансийск \| \| Очков \| Место \| См \| Инд \| Спр \| Пр \| Спр \| Пр \| Эст \| Спр \| Пр \| МС \| Эст \| Спр \| Пр \| Эст \| Спр \| МС \| Спр \| Пр \| Эст \| См \| Спр \| Пр \| Инд \| Эст \| МС \| Спр \| Пр \| МС \| Инд \| Спр \| Эст \| Спр \| Пр \| МС \| \| 603 \| 12 \| 3 \| 14 \| 69 \| — \| 23 \| 16 \| 5 \| 8 \| 2 \| 27 \| 8 \| 11 \| 3 \| 13 \| 20 \| 25 \| 42 \| 32 \| 6 \| 3 \| 35 \| 31 \| 4 \| 6 \| 4 \| 40 \| 28 \| 1 \| 14 \| 7 \| 3 \| 21 \| 22 \| 12 \| |               |           |           |           |           |            |            |            |         |         |         |         |         |         |            |            |            |          |          |          |               |               |               |               |               |               |               |               |               |      |      |      |                |                |                |
| В таблице отражены места, занятые спортсменом на гонках биатлонного сезона. Инд — индивидуальная гонка Пр — гонка преследования Спр — спринт МС — масс-старт Эст — эстафета См — смешанная эстафета DNS — спортсмен был заявлен, но не стартовал DNF — спортсмен стартовал, но не финишировал LAP — спортсмен по ходу гонки (для гонок преследования и масс-стартов) отстал от лидера более чем на круг и был снят с трассы DSQ — спортсмен дисквалифицирован — − спортсмен не участвовал в этой гонке |               |           |           |           |           |            |            |            |         |         |         |         |         |         |            |            |            |          |          |          |               |               |               |               |               |               |               |               |               |      |      |      |                |                |                |
| 2012/13 Итоги | 2012/13 Итоги | Эстерсунд | Эстерсунд | Эстерсунд | Эстерсунд | Хохфильцен | Хохфильцен | Хохфильцен | Поклюка | Поклюка | Поклюка | Оберхоф | Оберхоф | Оберхоф | Рупольдинг | Рупольдинг | Рупольдинг | Антхольц | Антхольц | Антхольц | ЧМ Нове-Место | ЧМ Нове-Место | ЧМ Нове-Место | ЧМ Нове-Место | ЧМ Нове-Место | ЧМ Нове-Место | Хольменколлен | Хольменколлен | Хольменколлен | Сочи | Сочи | Сочи | Ханты-Мансийск | Ханты-Мансийск | Ханты-Мансийск |
| Очков | Место         | См        | Инд       | Спр       | Пр        | Спр        | Пр         | Эст        | Спр     | Пр      | МС      | Эст     | Спр     | Пр      | Эст        | Спр        | МС         | Спр      | Пр       | Эст      | См            | Спр           | Пр            | Инд           | Эст           | МС            | Спр           | Пр            | МС            | Инд  | Спр  | Эст  | Спр            | Пр             | МС             |
| 603 | 12            | 3         | 14        | 69        | —         | 23         | 16         | 5          | 8       | 2       | 27      | 8       | 11      | 3       | 13         | 20         | 25         | 42       | 32       | 6        | 3             | 35            | 31            | 4             | 6             | 4             | 40            | 28            | 1             | 14   | 7    | 3    | 21             | 22             | 12             |